# Juan Carlos Contreras
Juan Carlos Contreras (Dolores, Uruguay, 8 de marzo de 1961) es un exfutbolista uruguayo que jugaba como mediocampista.

## Trayectoria
Juan Carlos Contreras nació en Dolores, pero durante su adolescencia se trasladó a Montevideo. Allí, se unió a las inferiores del Huracán Buceo, con el cual debutó en el fútbol profesional en 1978.
Unos años después, en julio de 1984, a mitad del Campeonato Uruguayo de Primera División 1984, se anunció su traspaso al Real Club Celta de Vigo de España. Para entonces, el club celeste disputaba la Segunda División. Pero al final de la temporada, 1984/85, el Celta de Vigo ascendió como tercer lugar. 
En Primera División, Contreras debutó con anotación incluida el 6 de octubre de 1985, durante la derrota de local por 1 a 2 , en la cancha del Estadio de Balaídos. El 29 de diciembre, durante la derrota de 1 a 3 contra la Real Sociedad, anotó su segundo y último gol en la temporada 1985/86. Jugó su último partido en el máximo circuito del balompié español el 6 de abril de 1986, en la derrota por goleada de 1 a 5 contra el Real Madrid.
Posteriormente, ese mismo año, recaló en el fútbol ecuatoriano con el Aucas de Quito. 
Después, pasó al Olimpia de Honduras, con el cual consiguió una serie de títulos nacionales e internacionales. Además, disputó la Copa Interamericana 1989, que se perdió contra Nacional de Montevideo. Al final de su carrera fichó por el Motagua, donde nada más disputó 9 juegos y no anotó goles.

## Clubes
| Club          | País     | Periodo   |
| ------------- | -------- | --------- |
| Huracán Buceo | Uruguay  | 1978-1984 |
| Celta de Vigo | España   | 1984-1986 |
| Aucas         | Ecuador  | 1986-1987 |
| Olimpia       | Honduras | 1987-1989 |
| Aucas         | Ecuador  | 1990-1991 |
| Motagua       | Honduras | 1991-1992 |

## Palmarés

### Campeonatos nacionales
| Título                    | Club    | País     | Edición |
| ------------------------- | ------- | -------- | ------- |
| Liga Nacional de Honduras | Olimpia | Honduras | 1989    |
| Liga Nacional de Honduras | Motagua | Honduras | 1992    |

### Campeonatos internacionales
| Título            | Club    | País     | Edición |
| ----------------- | ------- | -------- | ------- |
| Copa de Campeones | Olimpia | Honduras | 1988    |